# Malanggan

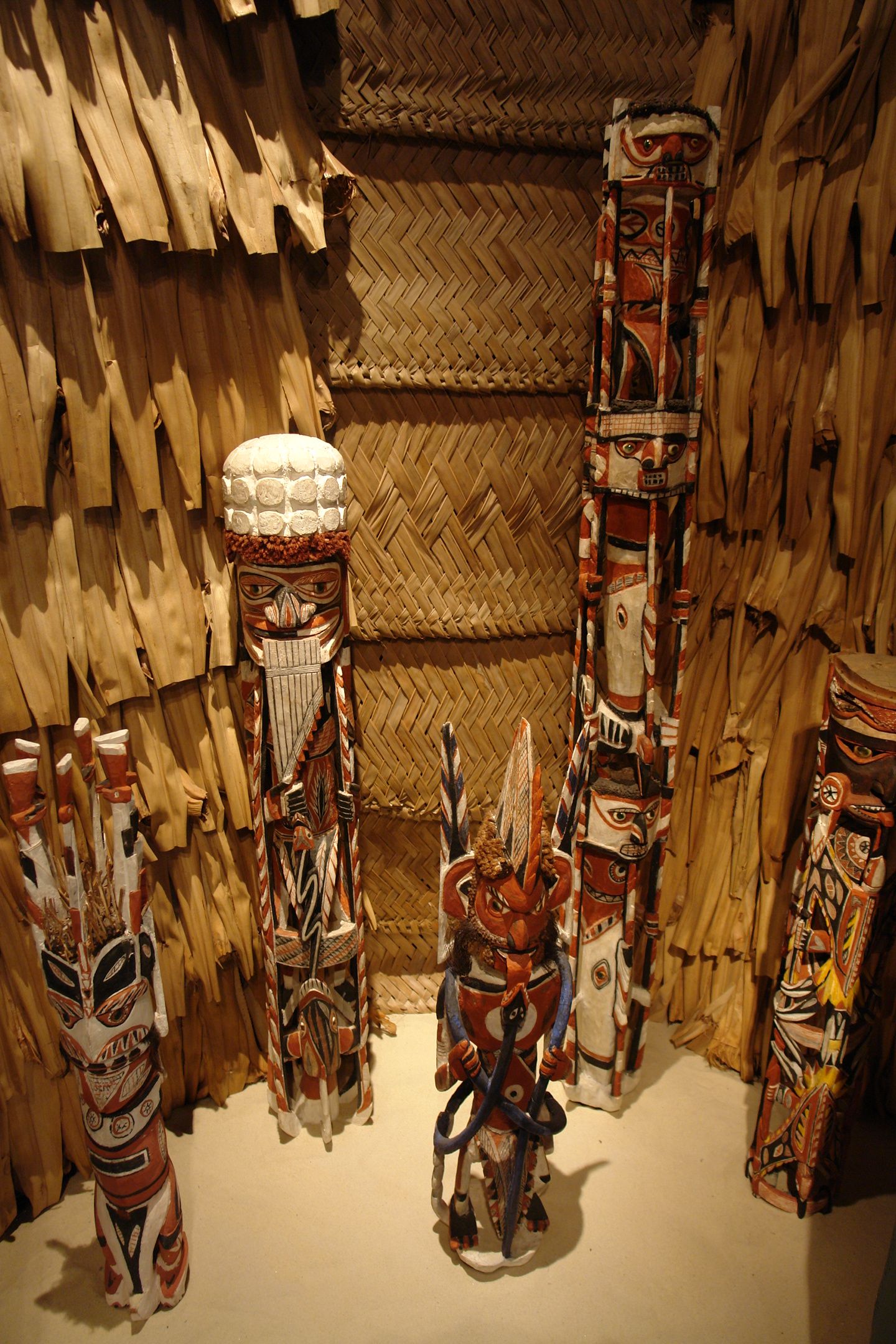
Malanggan-Schnitzereien aus dem Holz der Alstonia scholaris für Totenerinnerungsfeste auf der Insel Neuirland im Museum der Universität Tübingen

Malanggan-Zeremonien, auch Malangan und Malagan geschrieben, sind große traditionelle Kulturereignisse, die in der Nordhälfte der Insel Neuirland, früher Neu-Mecklenburg, und den davor liegenden Inseln stattfinden. Die Inseln liegen im Südwesten des Pazifik und sind Teil der Republik Papua-Neuguinea.

## Zeremonien
Malanggan-Zeremonien sind in unregelmäßigen Abständen stattfindende große Ereignisse, die nach monatelangen oder auch jahrelangen Vorbereitungen abgehalten werden und mehrere Tage lang andauern können. Obwohl die Malamggan-Zeremonien immer zu Ehren einer oder mehrerer verstorbener Personen stattfinden, sind sie nicht lediglich Trauerriten, sondern umfassen auch andere kulturelle Aspekte. So werden zum Beispiel Schulden zurückgezahlt oder Schuldanerkenntnisse gemacht. Ferner werden Streitfragen gelöst und es erfolgen Bekanntmachungen.

## Malanggan-Schnitzereien
In Vorbereitung auf die Malangganzeremonien wurden und werden kunstvolle hölzerne Schnitzereien gefertigt, die zum Abschluss der Zeremonien verbrannt werden. Die Malanggan-Schnitzereien sind vorübergehende Speicher der Lebenskraft der geehrten Personen, sie müssen aber vernichtet werden (= Vergehen, Verrotten), damit die Nachfolger die sozial Position des Ahnen einnehmen können. Heutzutage bleiben diese jedoch meistens erhalten, da das traditionelle Handwerk der Schnitzer kaum noch besteht. Auch die früher bei den Zeremonien als Stimmen der Geister zum Erklingen gebrachten Reibhölzer Lounuat werden nicht mehr hergestellt.
Vor mehr als einhundert Jahren wurden viele der Malanggan-Figuren von europäischen Reisenden und Forschern erworben, sodass der künstlerische Reichtum in unserer Zeit hauptsächlich in Museen in aller Welt zu bewundern ist, so zum Beispiel im Völkerkundemuseum Berlin.
In den Jahren von 1907 bis 1909 erforschte die Deutsche Marine-Expedition unter anderem die Malanggan-Kultur. Die Ergebnisse der Expedition wurden in einer Anzahl von Berichten veröffentlicht.